# Colacium
Colacium es un género de algas unicelulares coloniales y sésiles, perteneciente al grupo de los Euglénidos. Durante la fase móvil las células tienen un flagelo que se reduce cuando pasan a la fase sésil. En esta fase, los flagelos permanecen ocultos en el reservorio. En la fase sésil dichos organismos se unen al sustrato mediante un tallo gelatinoso.